# Leptocera fuscinervis
Leptocera fuscinervis är en tvåvingeart som först beskrevs av Malloch 1912.  Leptocera fuscinervis ingår i släktet Leptocera och familjen hoppflugor. Inga underarter finns listade i Catalogue of Life.